# 歧裂灰包科
歧裂灰包科（学名：Phelloriniaceae）是伞菌目下的一个科。

## 下属分类
本科包括以下属：
- 网格歧裂灰包属 Dictyocephalos L.M.Underwood ex V.S.White, 1901
- 歧裂灰包属 Phellorinia Berk.